# 蘇加諾-哈達機場鐵路
蘇加諾-哈達機場鐵路是一座服務印度尼西亚（印尼）大雅加達地區的機場聯絡軌道系統，也是印尼第二條機場鐵路（僅次於服務棉蘭的瓜拉納穆機場鐵路），已於2018年1月2日開放載客。建設這條鐵路的目的是縮短旅客來往雅加達市中心和蘇加諾-哈達國際機場的時間，令旅客免受交通擠塞和淹水問題的困擾。機場鐵路未來還可能會延伸到哈利姆·珀達納庫蘇馬國際機場、萬隆市和井里汶市。

## 歷史
蘇加諾-哈達國際機場在1985年啟用，是一座服務大雅加達地區的國際機場。在2017年之前，塞蒂亚莫教授兼博士收费公路一直是連接雅加達市區和蘇加諾-哈達機場的主幹道，不過位於收費公路北方的紅樹林已經在1990年代被林紹良等人組成的財團填平，改建為佳福海滨城住宅區，由於水份無法回灌地下，所以公路路面經常被洪水淹浸。
興建鐵路線，連接雅加達市區和蘇加諾-哈達機場的構思首見於1990年代；1993年的整合路網方案（Consolidated Network Plan）建議印尼政府興建一條鐵路支線，連接蘇哈機場，然後接入貫通西爪哇省丹格朗市（後劃入萬丹省）和勿加泗市的主線。不過這個計畫直到2011年第83號總統令頒佈後才開始成形。這項總統令委託印尼机场公司和印度尼西亞鐵路行機場鐵路項目，不過徵地問題和規劃變更等因素大大阻礙了建設工程的進展。
機場鐵路在2014年動工，之後印度尼西亞鐵路及其附屬的機場鐵路營運商鐵路連線公司在2015年從銀行獲得推動工程所需的款項。機場鐵路在2017年12月26日通車，至2018年1月2日開放載客。
機場鐵路於2018年12月增設都利站，又在2019年10月把服務延長到芒加萊站。連接勿加泗市的服務於2018年6月開辦，至2019年9月停運。

## 營運

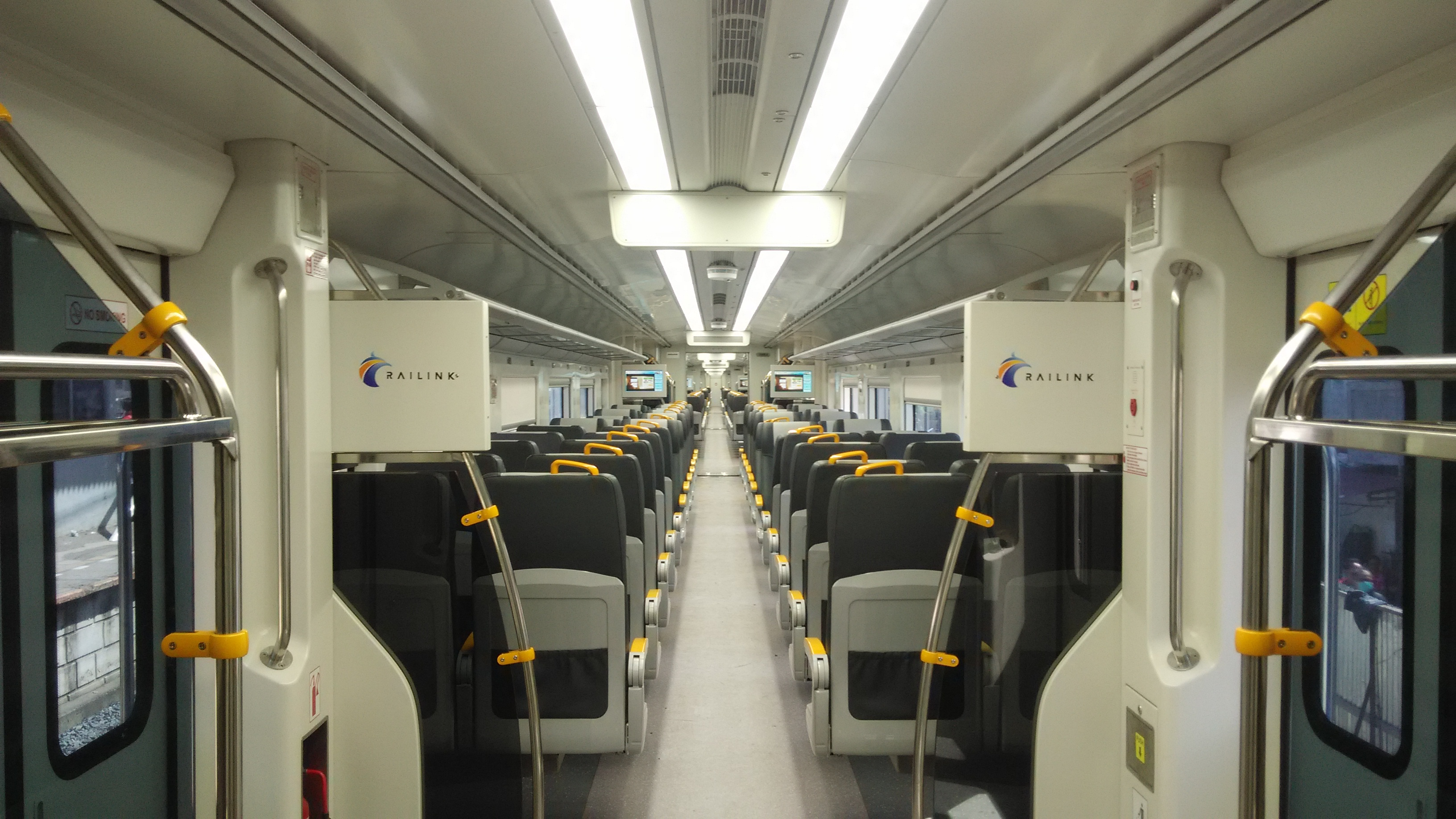
蘇哈機場鐵路列車的內部

### 營運時間
連接蘇加諾-哈達機場和芒加萊站的鐵路列車每天開行40次，每班車的間隔時間為30分鐘或1小時。從芒加萊站開往蘇加諾-哈達機場站的首班車在上午5時7分開出，末班車在下午7時37分開出；從蘇加諾-哈達機場站開往芒加萊站的首班車在上午6時19分開出，末班車在下午8時49分開出。乘搭機場鐵路從芒加萊站到蘇加諾-哈達機場站需時56分鐘，從印尼國家銀行城站（市中心）到機場全程47分鐘。

### 車輛
蘇哈機場鐵路採用的電動列車組件由龐巴迪運輸在瑞典製造，由印尼國有的鐵路工業公司在東爪哇省茉莉芬市組裝；全部列車已於2017年下半年運抵雅加達。機場鐵路列車為6輛編組，其中首、尾兩節車廂為動車，設有駕駛室，可載客40人；其餘四節車廂為拖車，可載客48人。整列車最多可載客272人，運營速度為每小時80公里。列車採用龐巴迪運輸製造的MITRAC控制裝置，這套控制裝置採用VVVF-IGBT技術，可以令列車在運行期間更為穩定。列車配備的信號系統由印尼另一家國營企業——Len工業製造。
列車車體使用不鏽鋼鑄造，採用橙、藍色塗裝，車頭印有鐵路連線公司的標誌。頭等車廂內部的設施仿效飛機的設計，設有廁所、可以自由調節斜度的座椅、充電插座、大型行李架、LED電視機等設施。優等車廂於2022年1月1日正式投運，其座位安排與通勤列車和地鐵車廂相若，設有扶手和充電插座。

## 路線
機場鐵路連接位於萬丹省丹格朗市的蘇加諾-哈達國際機場站和位於南雅加達的芒加萊站，由兩個部分組成，一部分是原來連接芒加萊站和巴都泽北站的鐵路線，全長24公里，另一部分是新建的路段，連接巴都泽北站和蘇加諾-哈達國際機場，全長12公里。機場鐵路列車每天可服務5,000人次。
印尼鐵路公司曾計劃開辦連接雅加達城區站、西爪哇省萬隆市、井里汶市和蘇加諾-哈達國際機場的列車服務。

### 車站
| 車站名稱        | 車站名稱               | 圖片 | 所在區域               | 轉乘路綫                                                        | 通車日期       |
| 中文            | 印尼文                 | 圖片 | 所在區域               | 轉乘路綫                                                        | 通車日期       |
| --------------- | ---------------------- | ---- | ---------------------- | --------------------------------------------------------------- | -------------- |
| 芒加萊站        | Manggarai              |      | 南雅加達行政市         | 中央線 環線 芝卡朗線                                            | 2019年10月5日  |
| 印尼國家銀行城  | BNI City               |      | 中雅加達行政市         | 環線 雅加達地鐵南北線 大雅加達輕軌芝布布線 大雅加達輕軌勿加泗線 | 2017年12月26日 |
| 都利            | Duri                   |      | 西雅加達行政市         | 環線 丹格朗線                                                   | 2018年12月20日 |
| 巴都泽北        | Batu Ceper             |      | 萬丹省丹格朗市芝本托鎮 | 丹格朗線                                                        | 2017年12月26日 |
| 蘇加諾-哈達機場 | Bandara Soekarno-Hatta |      | 萬丹省丹格朗市本達鎮   | 蘇加諾-哈達機場輕軌                                             | 2017年12月26日 |

## 票務
頭等車廂方面，市區到機場站的車費為70,000盾，如果該車程只涉及雅加達市區，車費則為10,000盾。優等車廂方面，涉及機場站的車費從25,000盾至30,000盾不等，其他車程的車費為5,000盾。乘客必須使用有效車票通過閘機，才可以乘搭機場鐵路列車。車站設有自動售票機，乘客可以使用借记卡、信用卡或印尼5家銀行發行的智能卡購買車票，但不可以使用現金。乘客也可以使用鐵路連線公司提供的應用程式和購票網站購買車票，並使用網上理財服務或Doku錢包支付票價。購票期間，乘客需要提供手機號碼等個人資料。鐵路連線公司也在2018年6月和本地銀行合作，推出「個人常客計劃」（Personal Frequent Rider，簡稱Perfeq Rider），方便常客購買相應的餘額，在一個月內乘坐機場鐵路。按照計劃，出行次數越多，對應的單程票價越低，例如每個月乘坐8－12次機場鐵路的常客每程需要繳付50,000盾，每個月乘坐機場鐵路超過19次的常客每程需要繳付35,000盾。

## 外部連結
- 鐵路連線公司官方網站 （页面存档备份，存于）